# Richard Auberlen
Richard Wilhelm Auberlen (* 28. September 1897 in Stuttgart; † nach 1966) war ein deutscher Straßenbauingenieur.
Zur Zeit des Nationalsozialismus war Auberlen, der zum 1. Mai 1933 in die NSDAP eingetreten war (Mitgliedsnummer 3.226.113), ein hochrangiger Baubeamter und enger Mitarbeiter Fritz Todts. 1939 war er noch Mitglied im RDB, NS-Bund Deutscher Technik, Reichsluftschutzbund, Reichskolonialbund, NS-Reichskriegerbund und der NSV. Er wirkte bei der Entwicklung und dem Bau der ersten Reichsautobahnen mit und leitete Entwurfsrichtlinien aus den gewonnenen Erkenntnissen ab. Diese Entwurfsrichtlinien legten den Grundstein für die bis heute angewendete fahrdynamische Trassierung von Landstraßen und Autobahnen. Auch nach dem Zweiten Weltkrieg prägte Auberlen den fahrdynamischen Entwurf und den Bau der bundesdeutschen Autobahnen.
Auberlen wurde 1966 zum Ehrendoktor ernannt und für sein Lebenswerk geehrt. Er war Verfasser zahlreicher Bücher und Aufsätze zum modernen Autostraßenbau.